# Mininovela
Minovela é uma adptação da telenovela para a internet, caracterizada por ser curta e dramática.
Entre os produtores de mininovelas mais populares, estão Markelly Oliveira e Pedroca Monteiro.

## Popularização
Inicialmente, popularizou-se na China durante a pandemia de COVID-19.
Nos anos 2020, a mininovela tornou-se um sucesso na internet brasileira principalmente por financiamento da plataforma Kwai, apesar do modelo também ser popular no Instagram. Entre fevereiro e abril de 2022, durante a fase de testes do TeleKwai, foram postados mais de 10 mil vídeos no Brasil, gerando 3,2 bilhões de visualizações. Além do Brasil, as mininovelas também estão presentes na Argentina, Colômbia e México. A plataforma também registrou  45,7 milhões de usuários ativos e mais de 180 contas ativas no TeleKwai no mesmo ano.
A Netflix também investiu no modelo. No México, em 2022 a Central Films produziu uma mininovela musical para a plataforma entitulada “Qué Drama”, estrelado por Ludwika Paleta, Eduardo Capetillo e outros atores famosos. A plataforma anunciou que investiria mais em telenovelas.
Nos Estados Unidos, as mininovelas toranaram-se virais em 2024 através do aplicativo ReelShort. A plataforma Quibi já havia tentado penetrar no mercado americano, mas falhou. Outros aplicativos famosos no país são Sereal+, ShortTV, DramaBox e FlexTV.
Em abril de 2024, a Oi Fibra lançou uma mininovela em parceria com a Porta dos Fundos.

## Características
Uma mininovela é caracterizada por ter falas curtas e ápice constante. A média de duração das histórias são de 15 minutos. Entre os gêneros mais famosos, estão drama, romance, humor, suspense, ficção científica, produções gospel, e histórias natalinas. Os vídeos podem ter começo, meio e fim ou fazer parte de uma narrativa maior. Os temas falam sobre conflitos do cotidiano, temas relevantes para a sociedade, questões sociais e relacionamentos. Muitas vezes, as histórias possuem grandes reviravoltas e uma lição de moral. Muitas mininovelas possuem reviravoltas tão absurdas que beiram ao nonsense. Por isso, elas se tornam populares como vídeos de comédia. Nos Estados Unidos, as mininovelas inicialmente eram produções maiores estreladas por atores conhecidos, porém o modelo falhou e passou a caracterizarem-se por serem arquetípicas de gêneros como romance e vingança, com falas simples. No México, foi produzida uma mininovela musical.